# Зоряное (Волынская область)
Зоряное (укр. Зоряне) — село в Забродовской сельской общине Ковельского района Волынской области Украины.
До 2020 года входило в Ратновский район.
Код КОАТУУ — 0724285803. Население по переписи 2001 года составляет 237 человек. Почтовый индекс — 44163. Телефонный код — 3366. Занимает площадь 1,579 км².

## История
Село образовано в 1964 году путем объединения хуторов Ферма, Липина и Зады.